# Wu Han (historien)
Wu Han (chinois traditionnel : 吳晗 ; chinois symplifié : 吴晗) est un historien chinois, né le 11 août 1909 dans le Zhejiang en Chine impériale et mort le 11 octobre 1969 à Pékin en République populaire de Chine.
Il est considéré comme l'un des plus importants historiens de son pays.

## Biographie
Né dans une famille pauvre, il a travaillé pour payer ses études d'histoire à l'université de Qinghua. Il y a obtenu un diplôme qui lui ouvre la fonction de chargé de cours dans cette même université. Pendant la Seconde Guerre mondiale, il est professeur d'histoire à l'université de Yunnan, et après la guerre, il reprend son poste à l'université de Qinghua.
Secrètement affilié au Parti communiste chinois pendant cette période, il est très actif dans les réseaux clandestins du parti.
Depuis la libération de la Chine jusqu'à sa disgrâce en 1966, il est membre de la Ligue démocratique et vice-maire de Pékin. Il jouissait de la protection du maire de Pékin Peng Zhen.
Spécialiste de l'histoire de la dynastie Ming, il  publie plusieurs ouvrages scientifiques sur cette période. Le 16 juin 1959, sous le pseudonyme de Liu Mianzhi, il publie une « audacieuse allégorie politique de l'injuste destitution de Peng Dehuai », « Hai Rui semonce l'empereur ». Ce texte marque le début de sa disgrâce, d'autant plus que Wu Han met ouvertement en cause les méthodes de Mao Zedong dans un ouvrage collectif écrit avec Deng Tuo.
Mais surtout, son article en forme de conte sur Hai Rui, paru en 1959, est adapté en opéra dans le style classique sous le titre La Destitution de Hai Rui. C'est une allusion directe à celle de Pen Dehuai. Mao ordonne personnellement la critique virulente de cet opéra en novembre 1965, critique qui est rédigée par Yao Wenyuan le 10 mai 1966.
Arrêté par les gardes rouges, Wu Han est emprisonné et meurt le 10 ou 11 octobre 1969.

## Œuvres de Wu Han
- Biographie de Zhu Yuanzhang
- « Études sur Hai Rui » (Hai rui ba guan (li shi ju), Pékin, 1961, fonds Jacques-Guillermaz, Lyon[7].
- Deng xia ji, première édition 1960, réédité en 1979, puis en 1983, à Pékin.

- (fr) Le Tyran de Nankin : empereur des Ming, traduction Nadine Perront, éditions Philippe Picquier, Arles, 2000,  (ISBN 287730079X)
- L'empereur des Ming (titre original : Zhu Yuanzhang zhuan), biographie traduite par Nadine Perront, Picquier poche, Arles, 2014  (ISBN 9782809710021)
- Wu han za wen xuan, Pékin, 1979, Recueil de soixante textes en deux chapitres : période 1959-1962 où il rend hommage à la nouvelle Chine, et aux changements des dernières années. La période 1943-1948 concerne les déviations de la société chinoise, en particulier celles du Guomindang et les méfaits de la guerre sino-japonaise.
- San jia cun zha ji, ouvrage collectif sous pseudonyme de Wu Nanxing (ou Wu Nan xing), réunissant les signatures de Wu Han, Liao Mo sha (1907-1990), Deng Tuo (1912-1966), Pékin, 1979. Textes  publiés  dans la revue Qianxian au début des années 1960. Leurs auteurs ont été persécutés pendant la révolution culturelle pour ces publications qui leur ont servi de prétexte. Le recueil contient aussi un texte signé Ren Wenping publié le 22 février 1979 à titre de réhabilitation, et un texte signé Yao Wenyuan publié le 10 mai 1966, texte qui est le prétexte pour l'arrestation de Wu Han[7].

## Sources
- Simon Leys, Essais sur la Chine, Robert Laffont, coll. « Bouquins », 1998,  (ISBN 2221085396). Les références tirées de cet ouvrage sont issues des notices bibliographiques que Simon Leys a établi en 1970, et mises à jour en 1977
- Portail des bibliothèques Centre et Rhône-Alpes principalement de la ville de Lyon Portail des bibliothèques Centre et Rhône-Alpes principalement de la ville de Lyon